# Päidla Uibujärv
Päidla Uibujärv (est. Päidla Uibujärv, Uibojärv, Annijärv) – jezioro w Estonii,  w prowincji Valgamaa, w gminie Palupera. Należy do pojezierza Päidla (est. Päidla järved). Położone jest na zachód od wsi Päidla. Ma powierzchnię 9,5 ha linię brzegową o długości 789 m, długość 260 m i szerokość 140 m. Sąsiaduje z jeziorami Kalmejärv, Näkijärv, Päidla Mudajärv, Päidla Mõisajärv, Mõrtsuka, Nõuni, Väike-Nõuni. Położone jest na terenie obszaru chronionego krajobrazu Otepää looduspark. Jezioro zamieszkują m.in.: leszcz, okoń, wzdręga, lin, płoć i szczupak.